# Monte Baden-Powell
O Monte Baden-Powell é um pico localizado na Serra de San Gabriel, no estado americano da Califórnia, próximo da cidade de Wrightwood. O monte tem 2 867 metros de altitude, sendo o quarto pico mais elevado da serra, e seu nome é uma homenagem ao tenente-general do Exército Britânico Robert Baden-Powell, o fundador do escotismo.
O monte originalmente era conhecido como East Twin ou North Baldy. O nome atual foi oficializado em maio de 1931, durante uma cerimônia comemorativa. O explorador militar Frederick Russell Burnham foi quem decidou homenagear Robert Baden-Powell, dando ao monte o nome dele. Entre os dois havia uma grande amizade e Baden-Powell era um grande admirador de Burnham.
Em 1957, escoteiros colocaram no cume do monte Baden-Powell uma placa dedicada ao fundador da sua organização. Como símbolo da amizade, desde 1951 a montanha ao lado é chamada Monte Burnham.

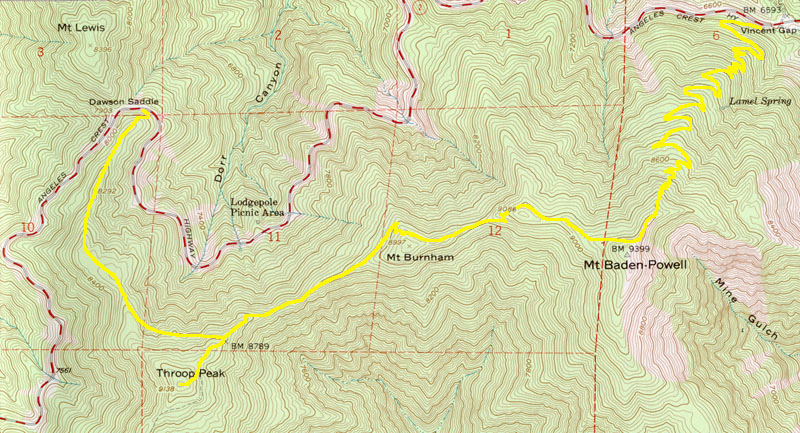
Trinha que liga o monte Burnham ao monte Baden-Powell